# Mörschwang
Mörschwang est une commune autrichienne du district de Ried im Innkreis en Haute-Autriche.